# 三花愛良
三花 愛良（みはな あいら、1994年5月30日 - ）は、日本の元アイドル（グラビアアイドル）、子役女優。
神奈川県出身。ポセイドンエンタテインメント所属。

## 略歴
美花愛良、三花あいら名義でも活動したこともあった。
2016年4月16日のイベントを最後に芸能活動を終了する事を、公式ブログで発表した。

## DVD
- Jr.（ジュニア）7 三花あいら 11歳 アート編（2006年2月15日、セプテット、CPD-007）
- Jr.（ジュニア）8 三花あいら 11歳 ポップ編（2006年2月15日、セプテット、CPD-008）
- 三花愛良 11歳 SHINING DAY（2006年、マーレーインターナショナル）
- 三花愛良 Touch me!?（2006年、心交社）[3]
- 三花愛良 12歳 セカンドインパクト 小学6年生（2007年、サイバーピクチャーズ）[4]
- 三花愛良 リアル 上巻（2007年、サイバーピクチャーズ）
- 三花愛良 ラストダンス 下巻（2007年、サイバーピクチャーズ）
- 三花愛良 12歳 ハッピーサマー 上巻（2007年、渋谷ミュージック）[5]
- 三花愛良 12歳 ハッピーサマー 下巻（2007年、渋谷ミュージック）[5]
- 三花愛良 POP＆アート（2枚組）（2007年、渋谷ミュージック）
- 三花愛良 コスプレDX 三花愛良 13歳（2007年、渋谷ミュージック）[6][7]
- Cream DVD-BOX2（2007年、ワイレア出版）※オムニバス
- Cream DVD-BOX3（2008年、ワイレア出版）※オムニバス
- 三花愛良 12歳から13歳の軌跡 上巻1（2008年、渋谷ミュージック）[8]
- 三花愛良 12歳から13歳の軌跡 下巻2（2008年、渋谷ミュージック）[8]
- ヴィーナスJr Vol.7 あいらしく 三花愛良 14歳（2008年、ツアーリンク東京）[9]
- ヴィーナスJr Vol.8 透明コスプレ 三花愛良 14歳（2008年、ツアーリンク東京）[9]
- ホワイトクリスマスズU15スペシャル（2008年、渋谷ミュージック）
- 三花愛良 14歳中二 ラブチャートは上昇気流 part.1（2009年、渋谷ミュージック）[10]
- 三花愛良 14歳中二 ラブチャートは上昇気流 part.2（2009年、渋谷ミュージック）[10]
- 三花愛良 14歳 花ずくし（2009年、渋谷ミュージック）[11]
- 三花愛良 14歳 ハニートラップ（2009年、渋谷ミュージック）[11]
- 三花愛良 キューティーエンジェル（2009年、渋谷ミュージック）[12]
- 三花愛良 セクシーエンジェル（2009年、渋谷ミュージック）[12]
- 純粋ラプソディー2 イメージ篇 少女のときめきドキドキ（2009年、大洋図書）
- 純粋ラプソディー2 走れ、ときめき少女。（2009年、大洋図書）
- ☆はっぴークリスマス★（2009年、渋谷ミュージック）
- 三花愛良 15歳中三 愛良 in USA!!★（2010年、渋谷ミュージック）
- 三花愛良 中学生卒業【総集編】上巻・撮り下ろし付き（2010年、渋谷ミュージック）
- 三花愛良 中学生卒業【総集編】下巻・未公開映像付き（2010年、渋谷ミュージック）
- 三花愛良 14歳中3 ぜんぶ競泳水着SP（2010年、渋谷ミュージック）
- 三花愛良 15歳高1 プライベートコレクション（2010年、渋谷ミュージック）
- 三花愛良 16歳高1 着せ替えアイラ人形（2011年、渋谷ミュージック）
- Good Love（2011年6月、エスデジタル）[13]
- 小悪魔Kiss（2011年9月16日、アースゲート）[14]
- 三花愛良 16歳高2 全部キラキラ光沢水着!（2011年12月2日、渋谷ミュージック）
- 三花愛良 17歳高2 全部キラキラ光沢水着! 和風ちょいたし（2012年3月3日、渋谷ミュージック）
- 三花愛良 高校生 17歳 全部かわいい水着 セクシー水着 〜全部ランジェリー風水着〜（2012年7月21日、アテナ音楽出版）[15]
- Tバックなう（2013年12月23日、オリガミ）
- 清楚系Tバック（2014年3月23日、オリガミ）
- 〜花ブロ〜（2014年6月23日、オリガミ）
- 清純系Tバック アイラシールVol.2（2014年9月23日、オリガミ）
- 全部光沢水着 エナメル&メタリック！（2014年12月23日、オリガミ）
- 清純系Tバック アイラシールVol.3（2015年4月23日、オリガミ）

## 書籍

### 写真集
- はいちゃった。（2006年、心交社）[16]
- Step and Go!!（2010年、大洋図書）